# Guale (Manabí)
Guale ist eine Ortschaft und eine Parroquia rural („ländliches Kirchspiel“) im Kanton Paján der ecuadorianischen Provinz Manabí. Die Parroquia besitzt eine Fläche von 114,79 km². Die Einwohnerzahl lag im Jahr 2010 bei 3931. In der Ortschaft lebten davon 2043 Menschen. Die Bevölkerung hat in den letzten Jahren zugenommen. Am 15. November 1907 wurde die Parroquia Guale im Kanton Jipijapa gegründet. Der Name erinnert an den Kaziken Manuel Inocencio Párrales y Guale, dessen Ländereien an Jipijapa übergingen.

## Lage
Die Parroquia Guale liegt am Ostrand der Cordillera Costanera. Der etwa 62 m hoch gelegene Hauptort Guale befindet sich knapp 23 km ostsüdöstlich des Kantonshauptortes Paján am Río Paján, dem Oberlauf des Río Colimes. Dieser durchquert das Verwaltungsgebiet nach Osten und entwässert dabei das Areal. Eine etwa 25 km lange Nebenstraße führt von Guale über Valle de la Virgen zu der südlich gelegenen Stadt Pedro Carbo, die an der Fernstraße E482 (Nobol–Jipijapa) liegt.
Die Parroquia Guale grenzt im Westen an die Parroquia Campozano, im Nordosten und im Osten an die Parroquia San Jacinto (Kanton Colimes, Provinz Guayas) sowie im Süden an die Parroquias Valle de la Virgen und Pedro Carbo (beide im Kanton Pedro Carbo, Provinz Guayas).